# Toyoko Inn
Toyoko Inn Co., Ltd. (яп. 株式会社東横イン Кабусики-гайся То:ёко Ин) — сеть бизнес-гостиниц в Японии, основанная в 1986 году и быстро развивающаяся с 1990-х годов.

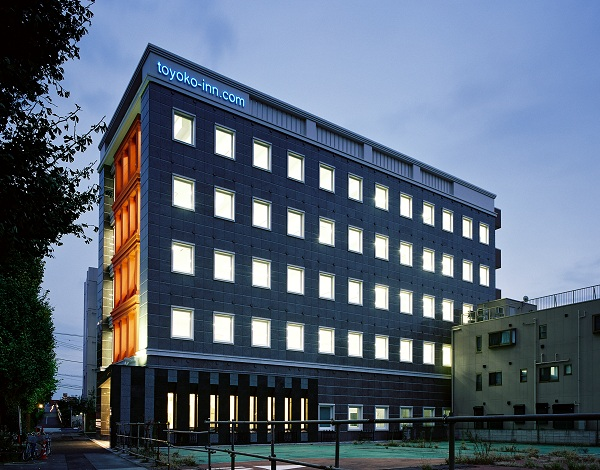
Toyoko Inn head office

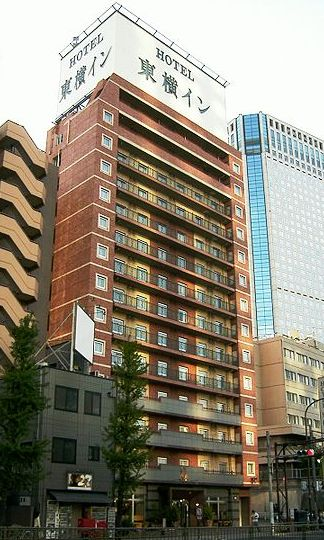
Отель Toyoko Inn Shinagawa-eki Takanawa-guchi в специальном районе Минато, Токио, около станции Синагава

Головной офис компании находится в районе Ота японской столицы Токио примерно на полпути между центральными специальными районами Токио и Иокогамой. Такое местоположение и дало компании название, состоящее из сочетания нескольких начальных букв английской транскрипции имён этих городов.
Политика сети нацелена на единообразие входящих в неё отелей, позволяющее как можно значительнее сократить корпоративные расходы.
Сеть известна также своеобразной кадровой политикой: в 2001 году 95 % сотрудников компании составляли женщины, на должностях же управляющих отелями были почти исключительно замужние женщины.
Компания показывает быстрый рост, более чем удвоив число своих отелей с 61 в декабре 2002 года до 126 в мае 2006 года, со средней ценой (по состоянию на май 2006 года) между 4800 и 6800 иенами за ночь за одноместный номер.
Почти все отели сети находятся в Японии, за исключением трёх гостиниц в Южной Корее — двух в Пусане и одной в Сеуле.
В начале 2006 года стало известно о скандале, вызванном незаконно проведённой Toyoko Inn реконструкцией 77 из своих отелей. Работы в зданиях производились после их приёмки архитектурно-строительным надзором. В итоге 60 из них были признаны не соответствующими строительным нормам и правилам, а 18 — не соответствующими стандартам, определяющим требования доступа в здания для инвалидов.